# Sarbiewo (Lubusz)
Pour les articles homonymes, voir Sarbiewo.
Sarbiewo (prononciation : [sarˈbjɛvɔ]) est un village polonais de la gmina de Zwierzyn dans le powiat de Strzelce-Drezdenko de la voïvodie de Lubusz dans l'ouest de la Pologne.
Il se situe à environ 3 kilomètres à l'ouest de Strzelce Krajeńskie (siège de la gmina), 5 kilomètres au sud de Strzelce Krajeńskie (siège du powiat) et 23 kilomètres au nord-est de Gorzów Wielkopolski (capitale de la voïvodie).

## Histoire
Jusqu'en 1945, Mückenburg fait partie de l'arrondissement de Friedeberg-en-Nouvelle-Marche dans le district de Francfort au sein de la province de Brandebourg.
Après la Seconde Guerre mondiale, avec la mise en œuvre de la ligne Oder-Neisse, le village est intégré à la République populaire de Pologne. La population d'origine allemande est expulsée et remplacée par des polonais.
De 1975 à 1998, le village appartenait administrativement à la voïvodie de Gorzów.

Depuis 1999, il appartient administrativement à la voïvodie de Lubusz